# Daniel Craig
Daniel Wroughton Craig (Chester, Anglia, 1968. március 2. –) angol színész. 
Legismertebb szerepe az angol titkosügynök, James Bond, akit 2006 és 2021 között öt mozifilmben alakított.

## Fiatalkora
Apja kereskedő, anyja pedig tanárnő volt. A család 1972-ben Liverpoolba költözött. Danielt az édesanyja többször is elvitte a színházba, ennek hatására a fiú beiratkozott az iskolai színjátszókörbe. Tanárai hamar felfigyeltek rá, de rögbiben és atlétikában is jeleskedett. 16 éves korában tagja lett a National Youth Theatre-nek, majd tanulmányait Londonban folytatta, ahol együtt tanult Ewan McGregorral és Joseph Fiennesszal is. 

## Pályafutása

### A kezdetek
Első kisebb filmszerepét John G. Avildsentől kapta Egyedül a ringben (1992) című filmdrámájában. A folytatás viszont nehézkes volt, mert utána főleg jelentéktelenebb filmekbe hívták, kisebb szerepek erejéig. 1998-ban azonban lehetőséget kapott a Cate Blanchett címszereplésével készült, nagy sikerű Elizabeth című történelmi drámában, majd Derek Jacobi és Tilda Swinton partnere volt az Ördögi szerelemben. Az évtizedet Az árok című első világháborús drámával zárta.
A 2000-es évet színészként a Kim Basinger főszereplésével készült, mérsékelt fogadtatású Álom Afrikáról című életrajzi drámával kezdte. Majd jött a Hotel Splendide című vígjáték Toni Collette mellett. Egy évvel később Angelina Jolie-val tűnt fel a Lara Croft: Tomb Raiderben. 2002-ben Tom Hanks, Jude Law és Paul Newman társaságában szerepelt Sam Mendes A kárhozat útja című gengszterfilmjében. Ezután mélyebb drámai oldaláról mutatkozott be Roger Michell filmjében, az Anya és szerelemben és a költő Ted Hughest alakítva a Sylviában. 2004-ben szintén Michell-lel dolgozott együtt a Kitartó szerelem című hátborzongató thrillerben, partnerei Samantha Morton, Rhys Ifans és Bill Nighy voltak. Egy évvel később Steven Spielberg fontos szereppel bízta meg München című rendezésében.

### 2006 után – James Bond

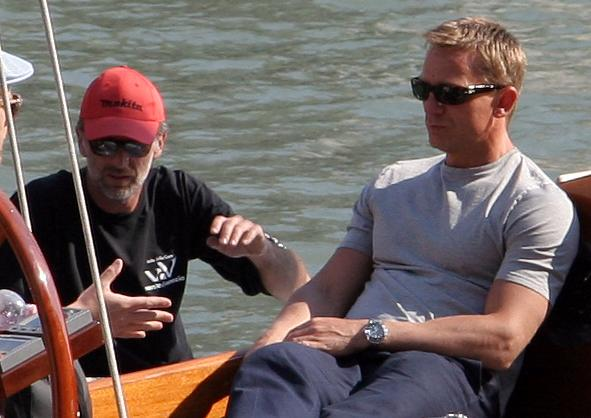
Velencében a Casino Royale forgatásán, egy jachton, 2005 júniusában

A világsikert a Casino Royale (2006) hozta meg számára, ahol James Bond benne elevenedett meg újra. 2005. október 14-én Londonban hivatalossá vált, hogy Craig követi Pierce Brosnant a duplanullás titkosügynök szerepében mint a hatodik James Bond. Az új film forgatása, a Casino Royale, amely az első Ian Fleming regény adaptációjaként született meg, 2006 januárjában kezdődött el.
2006 februárjában megszaporodtak a tiltakozó akciók a Casino Royale forgatásán, mivel néhány rajongó nem fogadta el Craiget mint új 007-es ügynököt. Brit bulvárlapok ráadásul még a James Blatt (blatt=unalmas) gúnynevet is ráaggatták Craigre. Az ex-Bond színészek, Pierce Brosnan, Roger Moore és Sean Connery, és két Bond-gonosz, Christopher Lee és Toby Stephens azonban jó választásnak tartották az új színészt és támogatták őt. A premier után a film és a színész is pozitív kritikát könyvelhetett el. A londoni Times szerint az új Bond „hitelesebb, mint az elődei”. Ez a kritika egy lovaggá ütéssel egyenértékű (állítja a der Spiegel című német újság). „A 007-es zakóját magára öltötte és az eredmény egy a bűnözőkkel dacoló, sportkocsikkal száguldó, női hátakat simogató és koktélrecepteket kiötlő férfi” - dicséri a The Guardian Daniel Craiget és a szerepét.
Amikor a Casino Royale forgatása a végéhez közeledett, a producerek, Michael G. Wilson és Barbara Broccoli, nyilvánosságra hozták, hogy a 22. James Bond-film előkészületeit már elkezdték. 2006 júliusában Wilson és Broccoli hivatalosan is kihirdették, hogy az új filmnek 2008. november 7-én lesz a világpremierje. A filmnek a Quantum of Solace címet 2008. január 24-én adták. Magyarországra A Quantum csendje címmel érkezett. 2007 januárjában Craiget mint az első 007-es ügynököt játszó színészt BAFTA-díjra jelölték a legjobb férfi főszereplő kategóriában. 2007-ben két filmben is játszott Nicole Kidmannel: előbb az Invázió című sci-fiben, majd Az arany iránytű című fantasyban. 2009. szeptember 10-től 2009. december 6-ig a Broadway egyik színházában szerepel, karrierje során először. A Steady Rain című, két szereplős drámában Hugh Jackman a partnere.
A brit ügynök 22. bevetésének évében, 2008-ban, Craig már aláírt egy szerződést, hogy harmadszor is magára ölti Bond ügynök szmokingját. A Skyfall című filmet 2012-ben mutatták be. 2015-ben ismét eljátszotta James Bondot a Spectre – A Fantom visszatér című filmben.

## Magánélete
1992-ben feleségül vette Fiona Loudon színésznőt, akitől egy lánya született, Ella. A házasság válással ért véget 1994-ben. Azután hétéves kapcsolata volt Heike Makatsch német színésznővel, amely 2001-ben zárult le. Később egy filmproducerrel, Satsuki Mitchell-lel járt 2004-től 2006-ig.
Craig és Rachel Weisz több évig voltak barátok, és együtt dolgoztak az Álmok otthona című filmen is. 2010 decemberében kezdtek randizni, és 2011. június 22-én összeházasodtak egy privát New York-i ceremónián. Az esküvőn csupán négy vendég vett részt, beleértve Daniel 18 éves lányát és Rachel ötéves kisfiát, Henryt.
2008 októberében négymillió font sterlingért vett egy lakást egy régi felújított házban, közel a Regent's Parkhoz. A Liverpool FC lelkes támogatója. 2013-ban a 45. születésnapjára kapott egy Aston Martin sportautót a feleségétől.

## Filmográfia

### Film
| Év   | Magyar cím                                                    | Eredeti cím                                              | Szerep                                 | Magyar hang          | Rendező               |
| ---- | ------------------------------------------------------------- | -------------------------------------------------------- | -------------------------------------- | -------------------- | --------------------- |
| 1992 | Egyedül a ringben                                             | The Power of One                                         | Jaapie Botha őrmester                  | Juhász György        | John G. Avildsen      |
| 1995 | Egy kölyök Arthur király udvarában                            | A Kid in Arthur's Court                                  | Master Kane                            | Dózsa Zoltán         | Michael Gottlieb      |
| 1997 |                                                               | Obsession                                                | John McHale                            |                      | Peter Sehr            |
| 1998 | Szerelem és düh                                               | Love and Rage                                            | James Lynchehaun                       | Németh Kristóf       | Cathal Black          |
| 1998 | Elizabeth                                                     | Elizabeth                                                | John Ballard                           | Lux Ádám             | Shekhar Kapur         |
| 1998 | Ördögi szerelem                                               | Love Is the Devil: Study for a Portrait of Francis Bacon | George Dyer                            |                      | John Maybury (1.)     |
| 1999 | Az árok                                                       | The Trench                                               | Telford Winter őrmester                | Rosta Sándor         | William Boyd          |
| 2000 | Hangok                                                        | Some Voices                                              | Ray                                    |                      | Simon Cellan Jones    |
| 2000 |                                                               | Hotel Splendide                                          | Ronald Blanche                         |                      | Terence Gross         |
| 2000 | Álom Afrikáról                                                | I Dreamed of Africa                                      | Declan Fielding                        | Gergely Róbert       | Hugh Hudson           |
| 2001 | Lara Croft: Tomb Raider                                       | Lara Croft: Tomb Raider                                  | Alex West                              | Barabás Kiss Zoltán  | Simon West            |
| 2002 | Tíz perc: cselló                                              | Ten Minutes Older: The Cello                             | Cecil                                  |                      | Michael Radford       |
| 2002 | A kárhozat útja                                               | Road to Perdition                                        | Connor Rooney                          | Szabó Sipos Barnabás | Sam Mendes (1.)       |
| 2003 | Sylvia                                                        | Sylvia                                                   | Ted Hughes                             | Széles Tamás         | Christine Jeffs       |
| 2003 | Sylvia                                                        | Sylvia                                                   | Ted Hughes                             | Rajkai Zoltán        | Christine Jeffs       |
| 2003 | Anya és a szerelem                                            | The Mother                                               | Darren                                 | Forgács Péter        | Roger Michell (1.)    |
| 2004 | Torta                                                         | Layer Cake                                               | XXXX                                   | Kálid Artúr          | Matthew Vaughn        |
| 2004 | Kitartó szerelem                                              | Enduring Love                                            | Joe                                    | László Zsolt         | Roger Michell (2.)    |
| 2005 | A fiók                                                        | The Jacket                                               | Rudy Mackenzie                         | Csankó Zoltán        | John Maybury (2.)     |
| 2005 | Sorstalanság                                                  | Sorstalanság                                             | amerikai őrmester                      |                      | Koltai Lajos          |
| 2005 | München                                                       | Munich                                                   | Steve                                  | Kőszegi Ákos         | Steven Spielberg (1.) |
| 2005 | München                                                       | Munich                                                   | Steve                                  | Stohl András         | Steven Spielberg (1.) |
| 2006 | Reneszánsz                                                    | Renaissance                                              | Barthélémy Karas (hangja)              | Stohl András         | Christian Volckman    |
| 2006 | A hírhedt                                                     | Infamous                                                 | Perry Smith                            | Mihályi Győző        | Douglas McGrath       |
| 2006 | Casino Royale                                                 | Casino Royale                                            | James Bond                             | Stohl András         | Martin Campbell       |
| 2007 | Invázió                                                       | The Invasion                                             | Ben Driscoll                           | Stohl András         | Oliver Hirschbiegel   |
| 2007 | Az arany iránytű                                              | The Golden Compass                                       | Lord Asriel                            | Kőszegi Ákos         | Chris Weitz           |
| 2008 | Emlékek hálójában                                             | Flashbacks of a Fool                                     | Joe Scot                               | Seder Gábor          | Baillie Walsh         |
| 2008 | A Quantum csendje                                             | Quantum Of Solace                                        | James Bond                             | Stohl András         | Marc Forster          |
| 2008 | Ellenállók                                                    | Defiance                                                 | Tuvia Bielski                          | Stohl András         | Edward Zwick          |
| 2008 | Hogy veszítsük el barátainkat és idegenítsük el az embereket? | How to Lose Friends & Alienate People                    | önmaga (cameo)                         | nem szólal meg       | Robert B. Weide       |
| 2011 | Cowboyok és űrlények                                          | Cowboys & Aliens                                         | Jake Lonergan                          | Stohl András         | Jon Favreau           |
| 2011 | Álmok otthona                                                 | Dream House                                              | Will Atenton / Peter Ward              | Csankó Zoltán        | Jim Sheridan          |
| 2011 | Tintin kalandjai                                              | The Adventures of Tintin: Secret of the Unicorn          | Vörös Rackham (hang és motion capture) | Nagy Ervin           | Steven Spielberg (2.) |
| 2011 | A tetovált lány                                               | The Girl with the Dragon Tattoo                          | Mikael Blomkvist                       | Epres Attila         | David Fincher         |
| 2012 | Skyfall                                                       | Skyfall                                                  | James Bond                             | Stohl András         | Sam Mendes (2.)       |
| 2015 | Spectre – A Fantom visszatér                                  | Spectre                                                  | James Bond                             | Stohl András         | Sam Mendes (3.)       |
| 2015 | Star Wars VII. rész – Az ébredő Erő                           | Star Wars VII. - The Force Awakens                       | FN-1824 rohamosztagos (cameo)          | Király Attila        | J. J. Abrams          |
| 2017 | Logan Lucky – A tuti balhé                                    | Logan Lucky                                              | Joe Bang                               | Stohl András         | Steven Soderbergh     |
| 2017 | Lázadók                                                       | Kings                                                    | Obie Hardison                          | Stohl András         | Deniz Gamze Ergüven   |
| 2019 | Tőrbe ejtve                                                   | Knives Out                                               | Benoit Blanc nyomozó                   | Stohl András         | Rian Johnson (1.)     |
| 2021 | Nincs idő meghalni                                            | No Time to Die                                           | James Bond                             | Stohl András         | Cary Joji Fukunaga    |
| 2022 | Tőrbe ejtve – Az üveghagyma                                   | Glass Onion: A Knives Out Mistery                        | Benoit Blanc nyomozó                   | Stohl András         | Rian Johnson (2.)     |
| 2024 | Queer                                                         | Queer                                                    | William Lee                            |                      | Luca Guadagnino       |
| 2025 |                                                               | Wake Up Dead Man                                         | Benoit Blanc nyomozó                   |                      | Rian Johnson (3.)     |

Dokumentum- és rövidfilmek
- 2002: Occasional, Strong – Jim (rövidfilm)
- 2011: One Life – narrátor (dokumentumfilm)
- 2011: The Organ Grinder's Monkey – Bubbles (rövidfilm)
- 2012: Happy & Glorious – James Bond (rövidfilm)

### Televízió
| Év        | Magyar cím                             | Eredeti cím                                   | Szerep                              | Megjegyzések                                  |
| --------- | -------------------------------------- | --------------------------------------------- | ----------------------------------- | --------------------------------------------- |
| 1992      |                                        | Anglo-Saxon Attitudes                         | Gilbert Stokesay                    | minisorozat (3 epizód)                        |
| 1992      |                                        | Boon                                          | Jim Parham                          | 1 epizód                                      |
| 1992      | Chesterfield lovagjai                  | Covington Cross                               | őr                                  | 1 epizód                                      |
| 1993      | Zorro                                  | Zorro                                         | Hidalgo hadnagy                     | 2 epizód                                      |
| 1993      |                                        | Drop the Dead Donkey                          | Fixx                                | 1 epizód                                      |
| 1993      | Az ifjú Indiana Jones kalandjai        | The Young Indiana Jones Chronicles            | Schiller                            | 1 epizód                                      |
| 1993      |                                        | Between the Lines                             | Joe Rance                           | 1 epizód                                      |
| 1993      |                                        | Heartbeat                                     | Peter Begg                          | 1 epizód                                      |
| 1993      |                                        | Genghis Cohn                                  | Guth hadnagy                        | 1 epizód                                      |
| 1993      |                                        | Sharpe's Eagle                                | Berry hadnagy                       | tévéfilm                                      |
| 1996      |                                        | Our Friends in the North                      | Geordie Peacock                     | minisorozat (8 epizód)                        |
| 1996      | Mesék a kriptából                      | Tales from the Crypt                          | Barry                               | 1 epizód                                      |
| 1996      | A repülés hercege                      | Saint-Ex                                      | Guillaumet                          | tévéfilm                                      |
| 1996      |                                        | Kiss and Tell                                 | Matt Kearney                        | tévéfilm                                      |
| 1996      | Moll Flanders örömei és viszontagságai | The Fortunes and Misfortunes of Moll Flanders | James "Jemmy" Seagrave              | minisorozat (4 epizód)                        |
| 1997      | Kiéhezve                               | The Hunger                                    | Jerry Pritchard                     | 1 epizód                                      |
| 1997      | A jégverem                             | The Ice House                                 | D.S. McLoughlin                     | tévéfilm                                      |
| 1999      |                                        | Shockers: The Visitor                         | Richard                             | 1 epizód                                      |
| 2001      |                                        | Sword of Honour                               | Guy Crouchback                      | tévéfilm                                      |
| 2002      | Koppenhága                             | Copenhagen                                    | Werner Heisenberg                   | tévéfilm                                      |
| 2005      | Arkangyal                              | Archangel                                     | Fluke Kelso professzor              | - tévéfilm - magyar hangja: - Selmeczi Roland |
| 2012–2021 | Saturday Night Live                    | Saturday Night Live                           | önmaga (házigazda) / egyéb szerepek | 3 epizód                                      |
| 2017      | Nyomozó elvtárs                        | Comrade Detective                             | Anton Streza atya (hangja)          | 2 epizód                                      |